# 돌아온 터미네이터
돌아온 터미네이터(Mani Di Pietra, Hands Of Steel)는 이탈리아에서 제작된 세르지오 마르티노 감독의 1986년 영화이다. 다니엘 그린 등이 주연으로 출연하였고 루치아노 마르티노 등이 제작에 참여하였다.

## 출연

### 주연
- 다니엘 그린
- 자넷 아그렌

### 조연
- 조지 이스트먼
- 존 색슨
- 도널드 오브라이언
- 클라우디오 카시넬리
- 앤드리아 코폴라
- 에이미 웨르바

## 제작진
- 미술: 마시모 안토넬로 겔렝